# Вахман Ардашир
Вахман Ардашир или Бахман Ардашир, также известный как Форат Мешан (также пишется как Майшан, Майсан, Мешун и Майшан), был древним городом и районом в сасанидской провинции Мешан, расположенной в современном южном Ираке.

## История
Согласно двум персидским историкам, Хамзе Исфахани и Ибн аль-Факиху, первым царём империи Сасанидов, Ардаширом I (годы правления 224—242) был построен (или перестроен) Вахман Ардашир, и некоторые другие источники, такие как ат-Табари, отдают должное легендарному иранскому королю Кей Бахману за основание города. Однако первое упоминание об этом городе появляется в 544 году, когда митрополитом был назначен несторианский епископ Вахмана Ардашира. По словам Ибн Хордадбеха, Вахман Ардашир вместе с Мешаном (район, названный в честь провинции), Дастимешан и Абар Кавад образовали четыре подрайона района под названием Шад Бахман (также пишется Вахман), который также известен как «округ Тигра». Известно, что устье реки Бахманшир произошло от имени Вахман Ардашир.
В 635 году, во время мусульманского завоевания Персии, арабский военачальник Утба ибн Газван захватил Вахман Ардашир. Позже город был вовлечён в восстания зинджей в 689—690, 695 и в период расцвета власти зинджей, который длился с 869 по 883 год. В XIII веке Вахман Ардашир был разрушен.